# Дзеґетня-Кольонія
Дзеґетня-Кольонія (пол. Dziegietnia-Kolonia) — село в Польщі, у гміні Соколів-Підляський Соколовського повіту Мазовецького воєводства.
У 1975-1998 роках село належало до Седлецького воєводства.